# Вулиця Пилипа Морачевського (Київ)
Ву́лиця Пилипа Морачевського — вулиця в Голосіївському районі міста Києва, місцевість Феофанія. Пролягає від вулиці Академіка Заболотного до вулиці Омеляна Поповича.

## Історія
Виникла наприкінці 2010-х під проєктною назвою вулиця Проектна 13091. Назва на честь українського письменника, педагога, лексикографа, перекладача Пилипа Морачевського – з 2018 року.